# Vanløse IF
El Vanløse IF es un equipo de fútbol de Dinamarca que milita en la Serie de Dinamarca, la cuarta liga de fútbol más importante del país.

## Historia
Fue fundado en el año 1921 en el municipio de Vanløse, en la capital Copenhague, siendo un equipo que en su historia solamente ha jugado 2 temporadas en la Superliga danesa, pero que ha sido campeón de Copa en 1 ocasión.
A nivel internacional ha participado en 1 torneo continental, en la Recopa de Europa de Fútbol de 1974/75, donde fue eliminado en la Primera ronda por el SL Benfica de Portugal.

## Palmarés
- Copa de Dinamarca: 1

1974

## Participación en competiciones de la UEFA
| Temporada | Torneo                | Ronda | Club       | Casa | Visita | Global |
| --------- | --------------------- | ----- | ---------- | ---- | ------ | ------ |
| 1974/75   | UEFA Cup Winners' Cup | 1     | SL Benfica | 0-4  | 1-4    | 1-8    |

## Jugadores

### Jugadores destacados
- Michael Laudrup